# 石井勲 (教育者)
石井 勲（いしい いさお、1919年9月2日 - 2004年）は、日本の教育者。大東文化大学幼少教育研究所所長、大東文化大学附属青桐幼稚園園長などを歴任し、また、石井教育研究所、日本漢字教育振興協會を創設して、特に幼児への漢字教育に取り組み、いわゆる「石井式漢字教育(石井方式)」を開発した。

## 経歴
山梨県に生まれる。山梨県立都留中学校（後の山梨県立都留高等学校）を経て、1937年に大東文化学院（後の大東文化大学）本科へ入学、さらに同高等科へ進んだ。しかし、1942年12月に、戦時体制下で繰上げ卒業となって、直ちに陸軍航空本部へ召集された。
敗戦後は、1948年に山梨県立都留高等学校で英語科と国語科を兼ねる教諭となったが、1950年に東京都八王子市の中学校教諭へ転じ、さらに小学校教教諭の教員免許を取得して、新宿区の小学校の教諭となった。小学校における漢字教育の実践を重ねながら研究成果を発表し、1966年に小学校を退職、1967年からは大東文化大学文学部で非常勤講師として教育学関連科目を教え、さらに1970年に大東文化大学幼少教育研究所が新設されると石井はその唯一の研究員にして所長となった。
1973年には石井教育研究所を創設し、さらに1979年には大東文化大学附属青桐幼稚園の園長となった。さらにその後、松下政経塾講師、石井式国語教育研究会会長、國語問題協議會副会長、日本漢字教育振興協會理事長などを歴任した。
1989年には、「幼児教育に画期的な石井式漢字教育の指導法を樹立した」として、日本文学振興会から第37回菊池寛賞を贈られた。
石井は、1961年に出版した『私の漢字教室―石井学級の実験報告』をはじめ、幼児教育、漢字教育に関する著作、教材等を多数発表した。
1967年12月、石井勲の著書『一年生でも新聞が読める』（講談社）を読んだ大阪の小路幼稚園園長・井上文克は、石井の提唱する漢字教育法を幼児期にこそ実施すべきと考え、石井の自宅を訪問した。

### 幼児への漢字教育の普及
1967年12月、石井勲の著書『一年生でも新聞が読める』（講談社）を読んだ大阪の小路幼稚園園長・井上文克は、石井の提唱する漢字教育法を幼児期にこそ実施すべきと考え、石井の自宅を訪問したとされている。これを契機に、1968年から小路幼稚園をはじめとする複数の幼稚園で、石井の指導による漢字教育の実践が始まった。
同年には、教育実践を支える組織として「幼年国語教育会」が設立され、指導用教材『幼児のための漢字の絵本』（発行：幼文社、発売：田中登龍館）が刊行された。1971年には、教材の内容を充実させた『花園文庫』（田中登龍館）が発行され、教育現場で広く用いられるようになった。
石井は、井上文克および田中登龍館の社長・田中登と協力し、全国の幼稚園や保育園を訪問して漢字教育の普及活動に取り組んだ。箱根の旅館「花園」での話し合いが『花園文庫』の命名の由来であったことを石井は回想している。
こうした活動の結果、漢字教育を導入する幼稚園や保育園が徐々に増加し、石井による講演や実践指導の要望も高まった。1969年8月には全国規模の研修大会が開催され、その後も「夏期指導者研修会」として継続されており、石井の没後も幼年国語教育会と株式会社登龍館の共催により開催されている。